# Orígenes (pagão)
Orígenes, o pagão (século III d.C.) foi um dos companheiros de Plotino que junto com e Herênio, decidiu manter em segredo as doutrinas de Amônio Sacas, em Alexandria, embora deles somente Plotino — acrescenta Porfírio — tenha mantido o acordo.
Orígenes é mencionado três vezes por Porfírio em A vida de Plotino, onde é tratado muito mais gentilmente do que o cristão Orígenes de Alexandria, com quem Porfírio não simpatizava. Ele também é mencionado várias vezes por Proclo, e é claro que os colegas de Orígenes e Plotino Longino o tratavam respeitosamente.
Orígenes escreveu um tratado Sobre os demônios e outro intitulado Por que somente o rei é poeta, este último de forma parecida com o desenvolvimento de um tema estoico e tendo como problema fundamental o da identidade entre o plasmador e do mundo e o supremo Deus. Parece ter-se ocupado igualmente — se é justo o testemunho de Proclo — de comentários ao Timeu, mas sem tê-los publicado.